# Bắc Gia Nghĩa
Bắc Gia Nghĩa là một phường thuộc tỉnh Lâm Đồng, Việt Nam.

## Lịch sử
Ngày 16 tháng 6 năm 2025, Ủy ban Thường vụ Quốc hội ban hành Nghị quyết số 1671/NQ-UBTVQH15 về việc sắp xếp các đơn vị hành chính cấp xã của tỉnh Lâm Đồng năm 2025 (có hiệu lực từ ngày 16 tháng 6 năm 2025). Trong đó, hợp nhất các phường Quảng Thành, Nghĩa Thành, Nghĩa Đức và xã Đắk Ha thành phường Bắc Gia Nghĩa.

## Địa lý
Phường Bắc Gia Nghĩa có vị trí địa lý:
- Phía Bắc giáp các xã Trường Xuân và Quảng Sơn
- Phía Nam giáp xã Quảng Khê và phường Đông Gia Nghĩa
- Phía Đông giáp xã Tà Đùng
- Phía Tây giáp phường Nam Gia Nghĩa

Phường có diện tích 250,55 km², dân số năm 2025 là 37.760 người, mật độ dân số đạt 151 người/km².